# Agave neopringlei
Agave neopringlei ist eine Pflanzenart aus der Gattung der Agaven (Agave) in der Unterfamilie der Agavengewächse (Agavoideae). Das Artepitheton neopringlei ehrt den US-amerikanischen Pflanzenzüchter und Entdecker Cyrus Guernsey Pringle (1838–1911).

## Beschreibung
Agave neopringlei ist kahl und wächst etwas stammbildend. Der oft 5 bis 6 Zentimeter lange Stamm entspringt einer schmal eiförmigen Zwiebel. Die Wurzeln sind fleischig. Die fünf bis zehn Laubblätter (selten ab einem Laubblatt) stehen in einer basalen Rosette zusammen, oder es befinden sich ein bis sechs zusätzliche Laubblätter einige Zentimeter über der Schaftbasis. Sie sind (fast) aufrecht und linealisch verschmälert. Ihre Blattspreite ist 10 bis 25 (selten bis 45) Zentimeter lang und 3 bis 7 (selten 1 bis 10) Millimeter breit. Die Blattränder sind etwas papillös. Gelegentlich sind die Laubblätter auch an ihrer Unterseite entlang der Blattadern papillös. 
Der „ährige“ Blütenstand erreicht eine Höhe von 25 bis 45 (selten bis 65) Zentimeter. Der blütentragende Teil ist 8 bis 12 (selten bis 20) Zentimeter lang und trägt an drei bis sieben blütentragende Knoten paarig angeordnete, sitzenden Blüten, die duften. Der Fruchtknoten ist aufrecht. Die Perigonblätter sind weiß, manchmal hellrosa, oder innen weiß und außen rosafarben. Die von der Basis aufsteigende Blütenröhre ist meist etwas in der Mitte oder weiter unten fließend auswärts gebogen. Darunter ist sie schlank zylindrisch, darüber schmal trichterförmig. Die Blütenröhre ist 30 bis 70 Millimeter lang und misst in Richtung Spitze 2,5 bis 4 Millimeter im Durchmesser. Ihre Zipfel sind fast gleich in zwei Reihen, aufsteigend-ausgebreitet oder schließlich zurückgebogen, elliptisch bis länglich oder verkehrt lanzettlich und 10 bis 15 (selten ab 5) Millimeter lang. Die Staubbeutel und der Griffel ragen nicht aus der Blütenröhre heraus. Der Griffel besitzt drei elliptisch-längliche oder eiförmige, etwa 1,5 Millimeter große Zipfel.
Die breit ellipsoiden Früchte sind 1 bis 1,3 Zentimeter lang und 0,8 bis 1 Zentimeter breit. Sie enthalten 3,5 bis 4 Millimeter lange Samen.

## Systematik und Verbreitung
Agave neopringlei ist in den mexikanischen Bundesstaaten Durango, Nayarit, Aguascalientes, Guanajuato(?), Jalisco, Guerrero, Morelos und San Luis Potosí in Grasländern, auf grasigen Lichtungen und Abhängen in Kiefern-Eichenwaldgebieten sowie nasse Wiesen und Weiden in Höhenlagen von 800 bis 2200 Metern verbreitet.
Die Erstbeschreibung als Polianthes pringlei durch Joseph Nelson Rose wurde 1903 veröffentlicht. Joachim Thiede und Urs Eggli stellten die Art 1999 in die Gattung Agave. Dabei mussten sie einen neuen Namen wählen, da bereits die Art Agave pringlei Engelm. ex Orcutt (1883) existierte. Der Name des herterotypischen Synonyms Polianthes durangensis Rose (1903) konnte nicht verwendet werden, da Howard Scott Gentry 1982 die Erstbeschreibung von Agave durangensis veröffentlicht hatte.
Die Art gehört in die Untergattung Manfreda und wird dort der Polianthes-Gruppe zugeordnet.

## Nachweise